# Tom Hicks
Thomas O. Hicks, Sr. (Texas, Dallas, 1946–) amerikai üzletember. A Forbes magazin szerint Tom Hicksnek a vagyona 2009-ben 1 milliárd USD volt.
Társalapítója a Hicks, Muse, Tate & Furst befektetési vállalkozásnak; a Hicks Holdings LLC elnöke, mely a Hicks Sports Group vállalatot működteti (ez birtokolta a Texas Rangerst, a Dallas Starst, a Mesquite Championship Rodeot). Az ő tulajdonában volt az angol Liverpool FC ötven százaléka.

## Életrajz
Egy texasi rádióállomás-tulajdonos fia. A Thomas Jefferson High Schoolban (Port Arthur, Texas) érettségizett. 1968-ban a Texasi Egyetemen, pénzügyi szakon kapta főiskolai diplomáját.  MBA fokozatot 1970-ben a Dél-Kaliforniai Egyetemen szerzett.
Hicks és Robert Haas 1984-ben alapították meg a Hicks & Haast, amely az 1980-as évek közepén a Dr Pepper és 7Up üdítőket forgalmazta. 1989-ben szétváltak útjaik.

## Politika
2008-ban New York korábbi, republikánus polgármesterének, Rudolph W. Giulianinak az elnökválasztáson való indulását támogatta.

## „Tom Hicks Általános Iskola”
Róla nevezték el a texasi Friscóban található „Tom Hicks Általános Iskolát” , miután telket adományozott az iskola számára.

## Sport

### Dallas Stars
Hicks 1995 decemberében megvette a National Hockey League (NHL) Dallas Stars csapatát 82 millió dollárért.

### Texas Rangers
1998 júniusában a Major League Baseball Texas Rangers Baseball Klubjának elnöke és tulajdonosa lett.

### Liverpool FC
2007. február 6-án Hicks és George Nield Gillett közösen megvették a Liverpool FC-t. Kijelentették, hogy új stadiont építenek, a Stanley Park Stadiont.

## Fordítás
- Ez a szócikk részben vagy egészben a Tom Hicks című angol Wikipédia-szócikk ezen változatának fordításán alapul.  Az eredeti cikk szerkesztőit annak laptörténete sorolja fel. Ez a jelzés csupán a megfogalmazás eredetét és a szerzői jogokat jelzi, nem szolgál a cikkben szereplő információk forrásmegjelöléseként.